# گمینا یژورا ویلکیه
گمینا یژورا ویلکیه (به لهستانی:  Gmina Jeziora Wielkie) یک گمینا در لهستان است که در شهرستان موگیلنو واقع شده‌است. گمینا یژورا ویلکیه ۱۲۳٫۹۶ کیلومتر مربع مساحت و ۵٬۰۳۴ نفر جمعیت دارد.